# Ivan Sekanina
Ivan Sekanina (31. října 1900 Nové Město na Moravě – 21. května 1940 koncentrační tábor Sachsenhausen-Oranienburg) byl levicový novinář, obhájce pronásledovaných komunistických představitelů a bojovník proti fašismu Byl synem básníka a kritika Františka Sekaniny a jednou z předních levicových osobností meziválečného období.

## Život
V letech 1919–1923 vystudoval Právnickou fakultu Univerzity Karlovy, a zpočátku měl poměrně blízko k národně-socialistické straně. Později, inspirován svým přáteli, politikem Bohuslavem Vrbenským a básníkem Jiřím Wolkerem, se přiklonil k levici. Do Komunistické strany Československa vstoupil roku 1925, nabídl straně své právnické služby a stal se právním zástupcem komunistické strany a Rudého práva. Tato jeho práce ovšem odrazovala řadu klientů.
Sekanina se přátelil s mnohými předními komunisty té doby – mj. s Fučíkem, Vančurou, Clementisem, Slánským, Švermou, Kopeckým a dalšími. V roce 1933 v jeho kanceláři začala pracovat Gertruda Stiassna, kterou si v roce 1935 vzal. Od roku 1938 vedli svou kancelář společně.

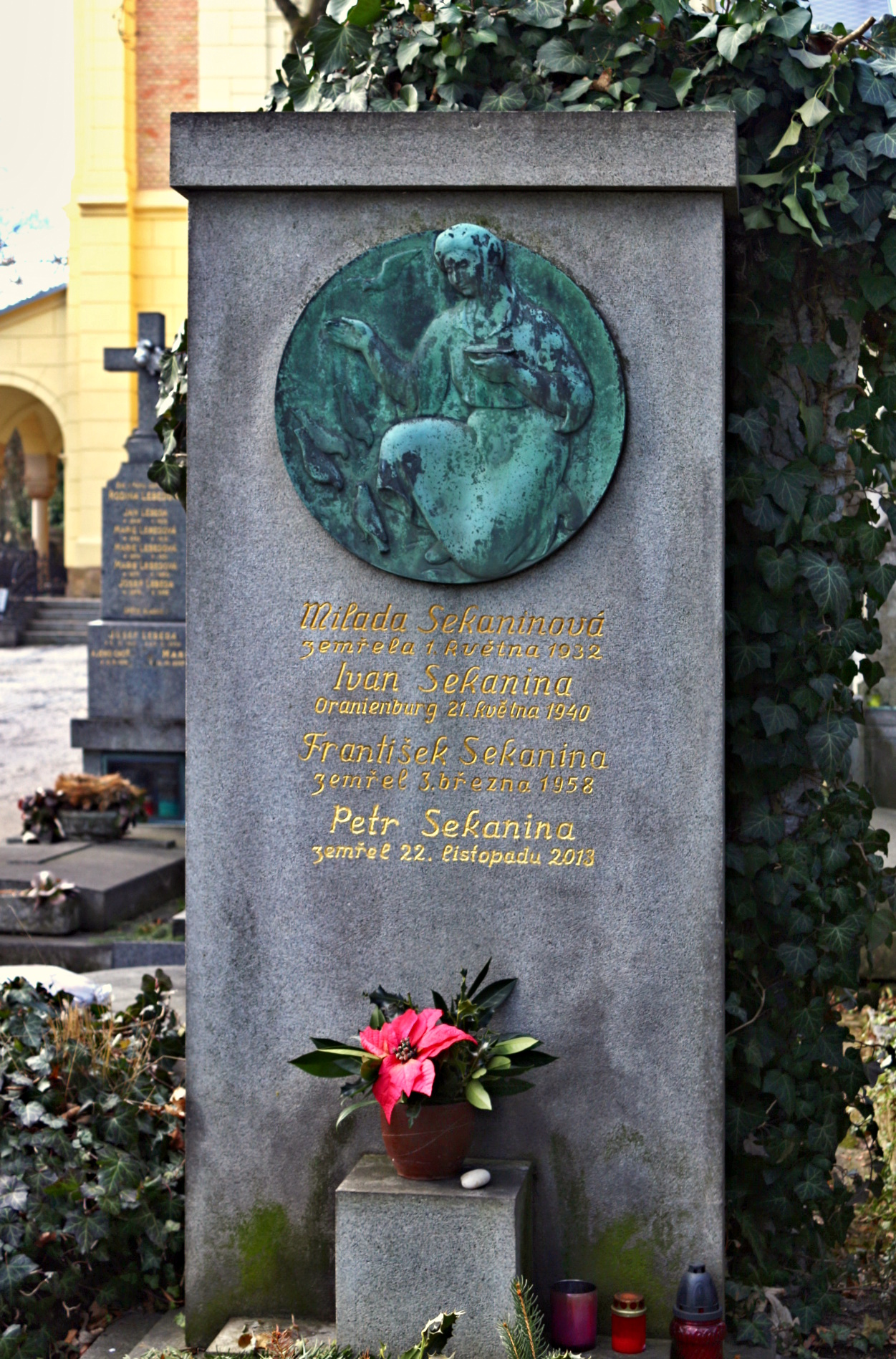
Náhrobek rodiny Sekaninových na pražském hřbitově Malvazinky

Stal se významným obhájcem obviněných dělníků a komunistů. Historik Jiří Pernes charakterizuje jeho advokátní styl takto: „Nešlo mu vůbec o spravedlnost, nezkoumal podstatu sporu, záleželo mu jen na tom, aby komunisty uchránil od trestu, třeba zaslouženého.“ Silně se angažoval v inscenovaném procesu s G. Dimitrovem a jeho druhy, obviněnými v roce 1933 ze zapálení Říšského sněmu. Původně se měl stát v lipském procesu obhájcem spoluobžalovaného předsedy poslanecké frakce E. Torglera, ale říšská justice to nedovolila. Obhajoba se však změnila v obžalobu fašismu, a to nebylo Sekaninovi odpuštěno. Nakonec museli být obžalovaní osvobozeni.
Ve 30. letech byl spoluzakladatelem a funkcionářem mnoha levicových a antifašistických organizací – Společnosti pro hospodářské a kulturní sblížení se SSSR, Levé fronty, Svazu přátel SSSR, Výboru na pomoc demokratickému Španělsku, Ligy pro lidská práva, Šaldova komitétu, Socialistické akademie a Divadla E. F. Buriana D 34. Roku 1938 se stal jedním z organizátorů petiční akce čs. inteligence na obranu republiky před hitlerovskou agresí Věrni zůstaneme. Spolu s filosofem a sociologem Josefem Fischerem koncipoval definitivní text této vlastenecké a antifašistické výzvy.
Zatčen byl ihned po příchodu nacistů 16. března 1939. Vězněn byl nejprve na Pankráci, později byl převezen do Berlína, kde s ním byl připravován politický proces. Po vypuknutí druhé světové války se stal připravený proces zbytečným a Sekanina byl deportován do koncentračního tábora Sachsenhausen, kde 21. května 1940 zahynul. Před smrtí přijal katolickou víru.
V roce 1949 byl Ivan Sekanina in memoriam vyznamenán Řádem bílého lva.